# Gemüse-Gänsedistel
Die Gemüse-Gänsedistel (Sonchus oleraceus) ist eine Pflanzenart aus der Gattung der Gänsedisteln (Sonchus) innerhalb der Familie der Korbblütler (Asteraceae). Weitere Namen sind Kohl-Gänsedistel oder Gewöhnliche Gänsedistel. Es handelt sich um eine in Mitteleuropa alteingebürgerte Art, die im Mittelalter als Gemüsepflanze angebaut wurde.

## Beschreibung

### Vegetative Merkmale
Die Gemüse-Gänsedistel wächst als einjährige krautige Pflanze und erreicht Wuchshöhen von 30 bis 100 Zentimetern. Sie besitzt einen hohlen, fleischigen, meist ästigen, kahlen und glatten Stängel.
Die Stängelblätter sind weich und blaugrün, ihre Form ist buchtig-fiederschnittig und am Rand weichborstig gezähnt. An der Basis tragen die Laubblätter waagerecht abstehende, stängelumgreifende, zugespitzte Öhrchen. Die untersten Stängelblätter sind gestielt, die übrigen mit herzförmigem Grund stängelumfassend sitzend.

### Generative Merkmale
Die Korbschäfte sind am oberen Ende etwas keulig verdickt und vor der Anthese wollig-filzig, sonst kahl oder drüsenborstig. Die Körbchen weisen einen Durchmesser von 20 bis 25 Millimetern auf. Die kahle Hülle misst 10 bis 15 mm und ist nicht drüsig. Die Hülle ist über dem zuletzt bauchigen Grund zusammengezogen. Die Hüllblätter sind lanzettlich bis fast pfriemlich und auf der Innenseite stark glänzend. Es sind nur Zungenblüten vorhanden. Die zygomorphen Zungenblüten sind entweder intensiv gelb mit braunrotem Rückenstreifen, gelblich-weiß mit violettem Rückenstreifen oder rein weiß.
Die leder-braune Achäne ist 3 Millimeter lang, querrunzelig und beiderseits dreirippig mit Pappus.
Die Chromosomenzahl beträgt 2n = 32.

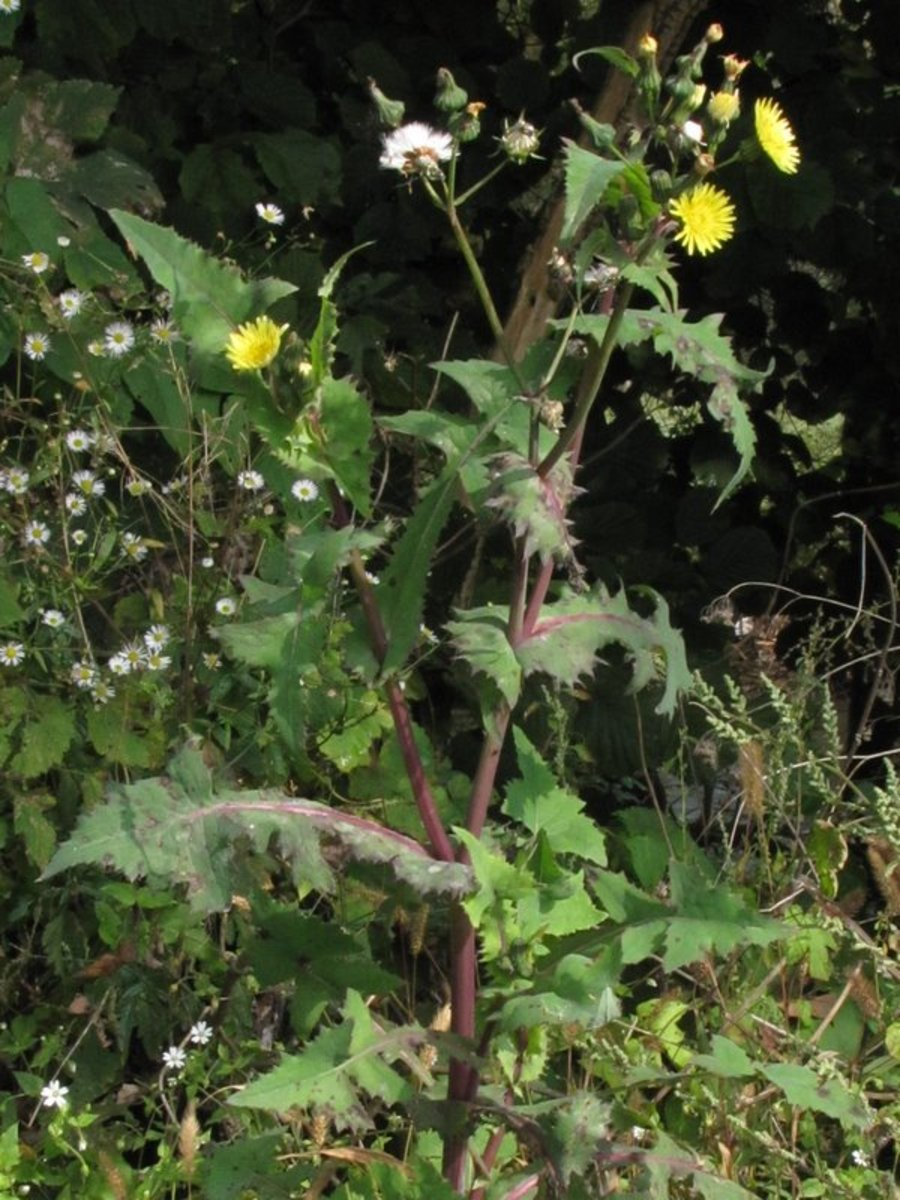
Habitus

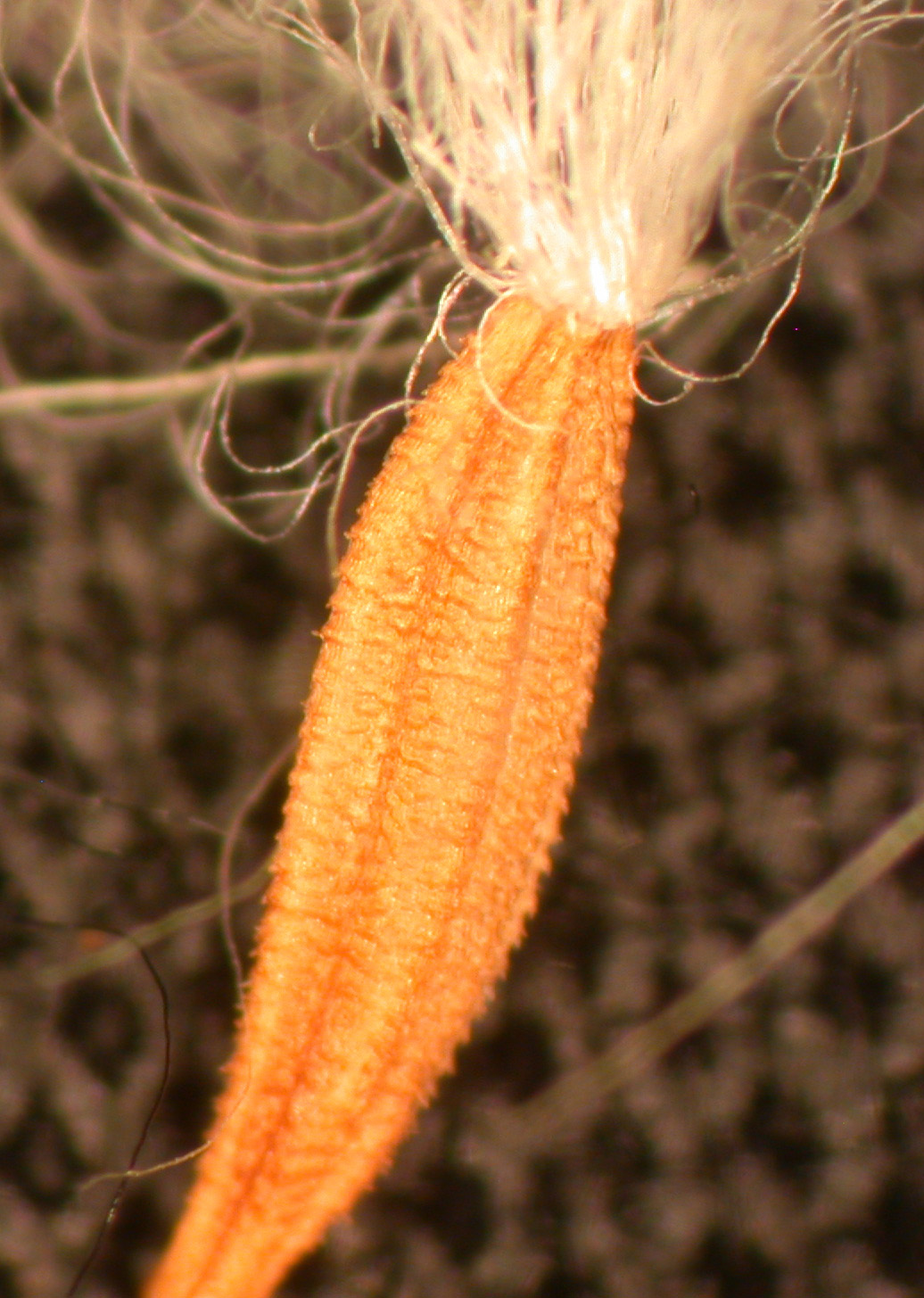
Achäne

## Ökologie und Phänologie
Die Gemüse-Gänsedistel ist eine sommerannuelle oder winterannuelle Halbrosettenpflanze. Sie gilt mit ihrer bis in mehr als 1 Meter Tiefe vordringenden Wurzel als Pionierpflanze.
Nach Holm et al. (1977) gehört die Gemüse-Gänsedistel zu den 76 schlimmsten Unkräutern (the world's worst weeds). Ein Exemplar der Gemüse-Gänsedistel kann zwischen 200 und 200 000 Achänen pro Vegetationsperiode entwickeln.
Die Blütezeit reicht von Juni bis Oktober. Fruchtreife erfolgt von Juni bis Oktober.
Die Bestäubung erfolgt durch Bienen und Schwebfliegen. Bei feuchtem Wetter biegen sich die äußeren Blüten über die inneren.
Die Achänen sind ölreich. Die Gemüse-Gänsedistel ist heterokarp, d. h. in Abhängigkeit von wechselnden Außenfaktoren bildet sie unterschiedliche Früchte aus. Mit Früchten als Schirmchenfliegern werden Sinkgeschwindigkeiten von 29 cm/s und damit Flugweiten von über 10 km möglich, daneben erfolgt Wasserhaftausbreitung.
Die Gemüse-Gänsedistel ist Wirtspflanze für die Pilzarten Aecidium sonchi, Bremia lactucae, Coleosporium sonchi-arvensis, Erysibe cichoriacearum, Cystopus tragopogonis, Pleospora sonchi und Puccinia sonchi.
Insekten, die Gallbildungen erzeugen, sind Contarinia schlechtendali und Cystophora sonchi.

## Vorkommen
Die Gemüse-Gänsedistel ist als Kulturbegleiter in gemäßigten Gebieten weltweit und fast in ganz Europa verbreitet. Sie kam ursprünglich in den gemäßigten Gebieten Eurasiens und in Nordafrika vor. Sie ist ein Neophyt in der Neuen Welt, im tropischen bis südlichen Afrika, im tropischen Asien, auf der Arabischen Halbinsel, in Australien und Neuseeland, auf den Azoren, Kapverden, Inseln im Pazifik und im Indischen Ozean.
Standorte dieser Ruderalpflanze sind Unkrautfluren an Wegrändern, Schuttplätze, Gärten und Äcker. Sie ist pflanzensoziologisch in Mitteleuropa eine Charakterart der Klasse Chenopodietea mit Schwerpunkt in Gesellschaften des Verbands Sisymbrion. Sie gedeiht auf frischen bis mäßig trockenen, nährstoffreichen, humösen Böden aller Art. Sie ist bis in Höhenlagen von etwa 1500 Metern anzutreffen. In den Allgäuer Alpen steigt sie in Vorarlberg auf der Körberalpe am Kalbelesee sogar bis zu einer Höhenlage von 1665 Meter auf. Im Kanton Wallis erreicht sie eine Höhenlage von 1650 Meter, im Engadin 1780 Meter.
Die ökologischen Zeigerwerte nach Landolt et al. 2010 sind in der Schweiz: Feuchtezahl F = 3 (mäßig feucht), Lichtzahl L = 4 (hell), Reaktionszahl R = 4 (neutral bis basisch), Temperaturzahl T = 3+ (unter-montan und ober-kollin), Nährstoffzahl N = 4 (nährstoffreich), Kontinentalitätszahl K = 3 (subozeanisch bis subkontinental), Salztoleranz = 1 (tolerant).

## Taxonomie
Die Erstveröffentlichung von Sonchus oleraceus erfolgte 1753 durch Carl von Linné in Species Plantarum, Tomus II, Seite 794.

## Verwendung
Die auch als Cicerbita, Sanddistel und Sonchus levis bezeichnete Art wird bei Dioskurides, Theophrast und Antiphanes erwähnt. Die griechische Volksmedizin verwendete den Saft dieser Pflanzenart als Antidot bei Skorpionbissen.
Sie wird roh als Bestandteil verschiedener Salate gegessen.

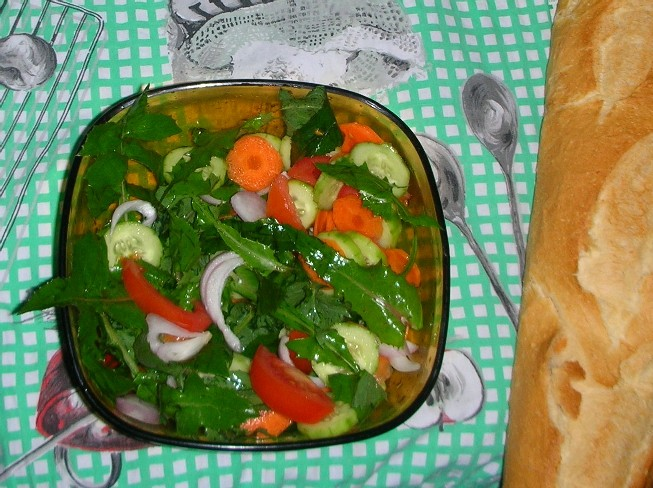
Gemüse-Gänsedistelsalat mit Zwiebeln, Tomaten, Knoblauch, Gurken und Möhren
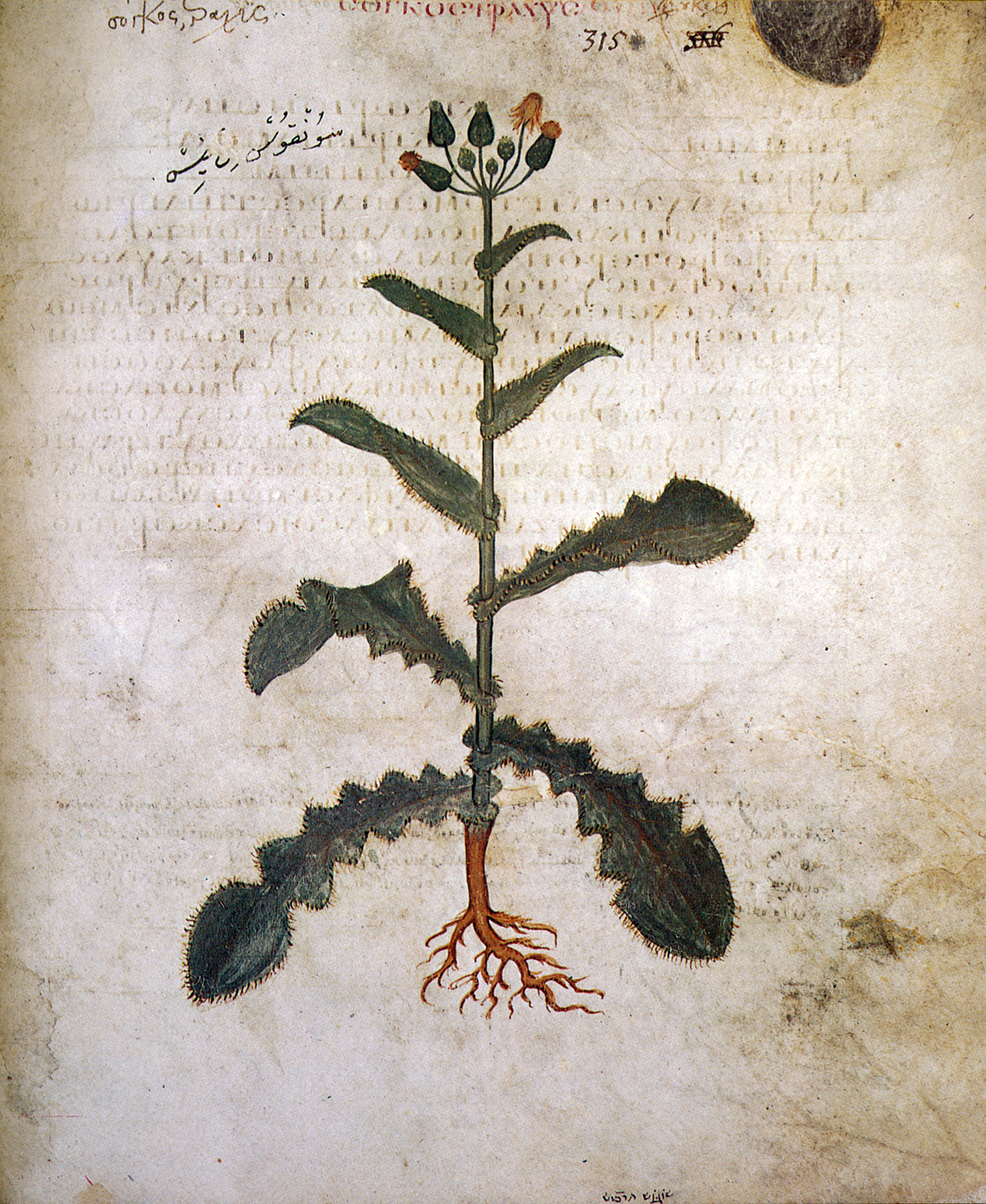
Illustration im Wiener Dioskurides (um 512)
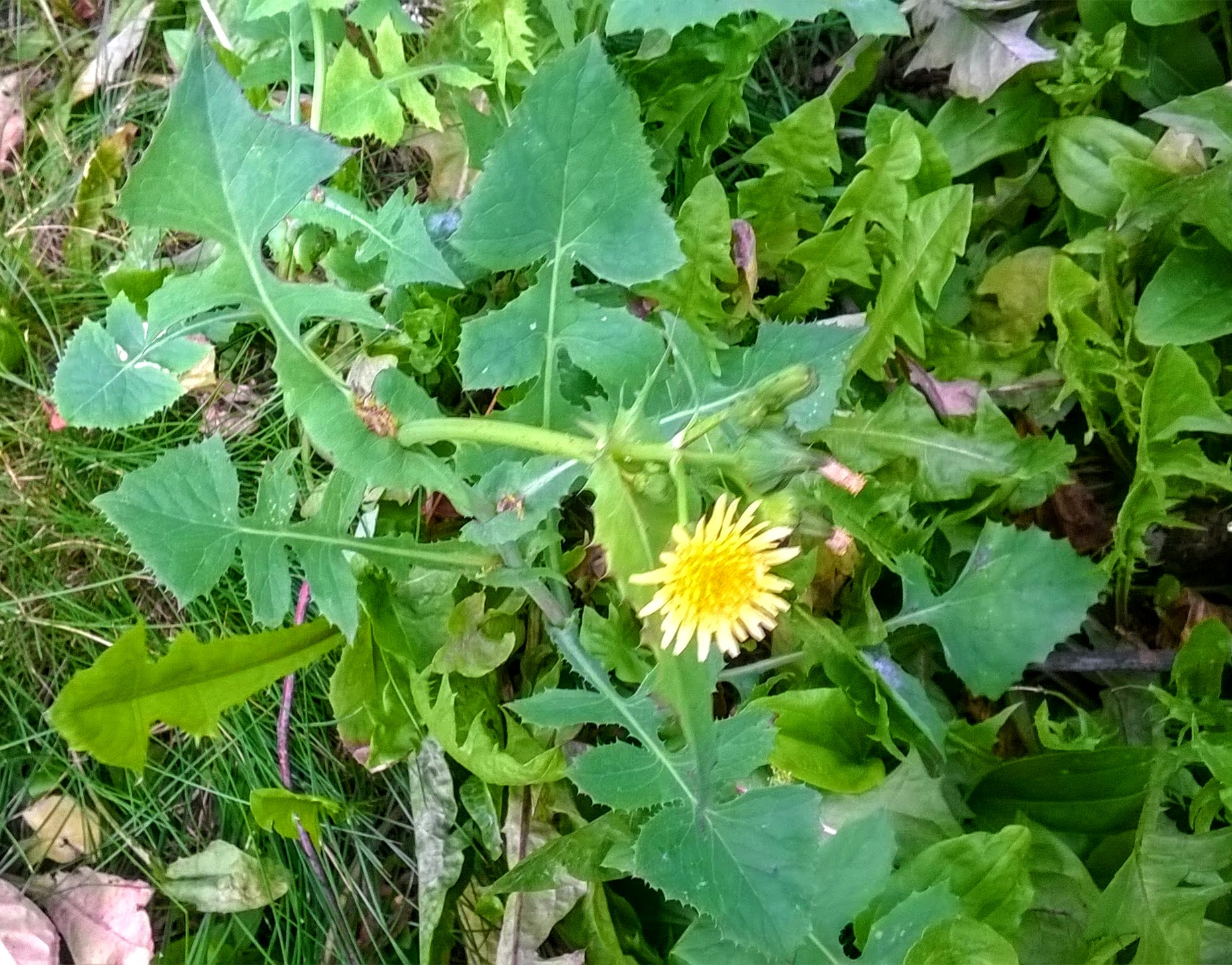
Habitus
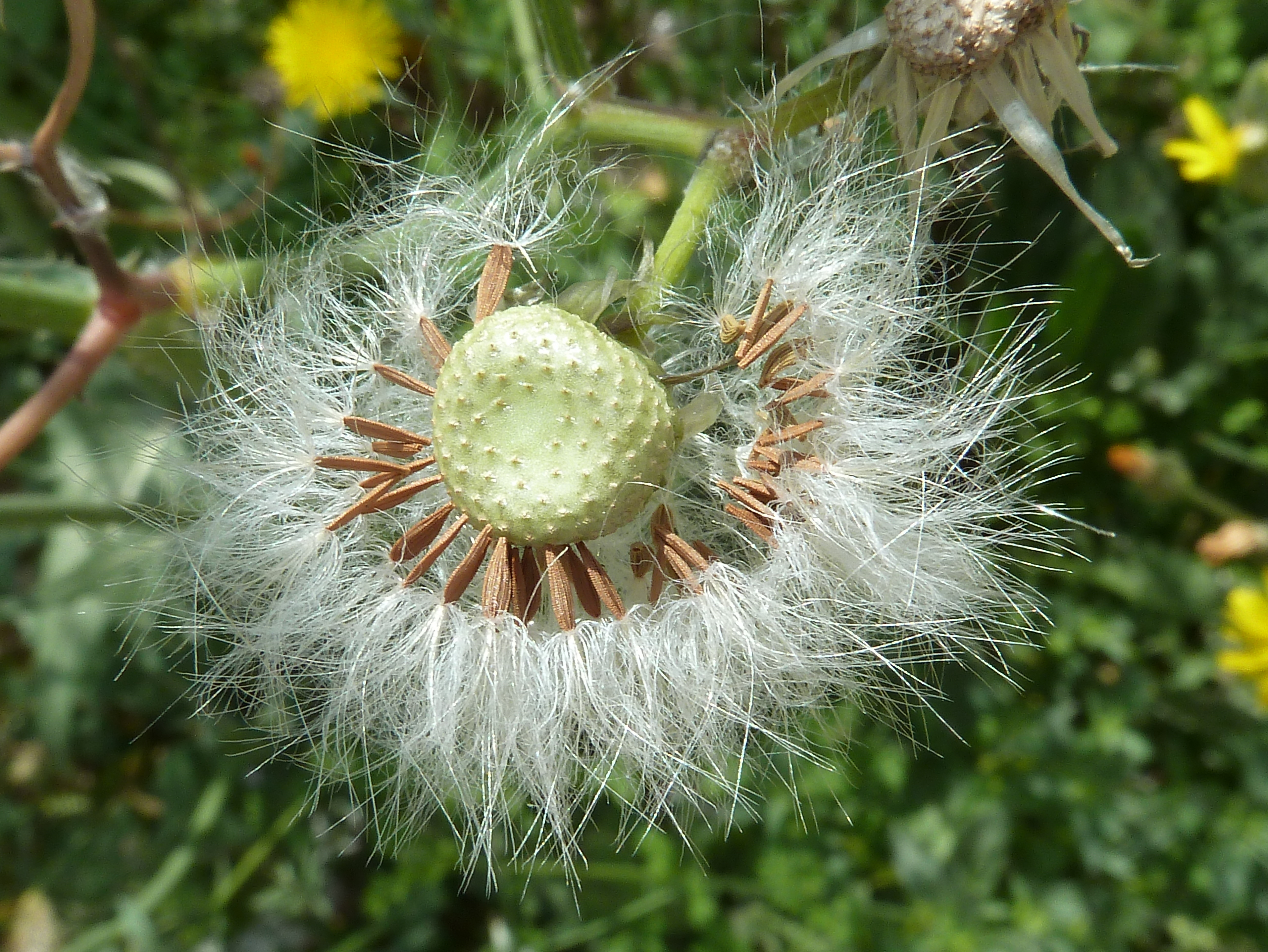
Fruchtstand
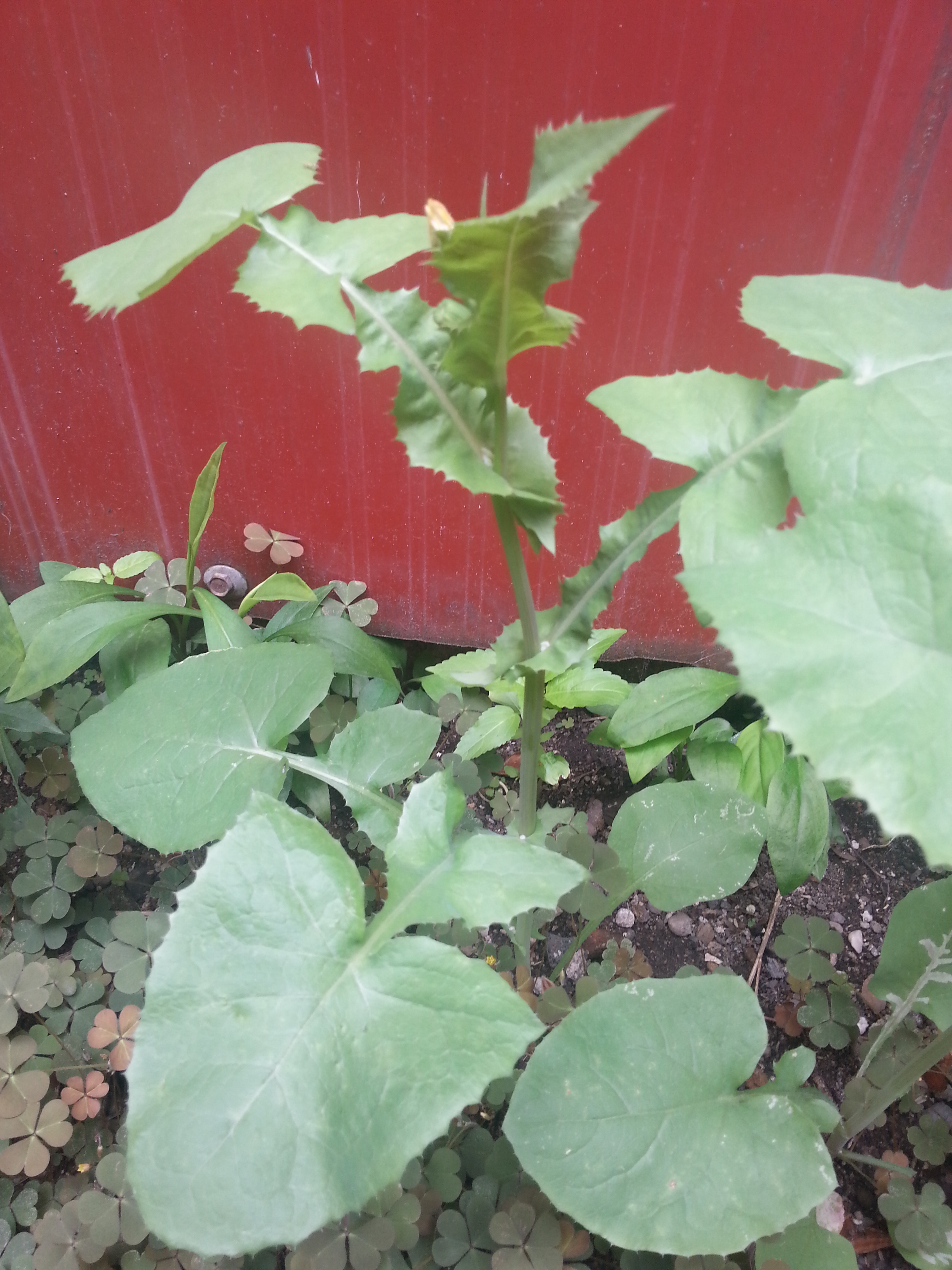
Jungpflanze